# 薛清来
薛清来（？—？），河南孟县人，是一名清朝政治人物。
薛清来曾于1756年接替舒希忠任南汇县知县一职，1757年由曹袭先接任。